# Dravidar Munnetra Kazhagam
Dravidar Munnetra Kazhagam (tàmil திராவிட முன்னேற்றக் கழகம், tirāviṭa muṉṉēṟṟak kaḻakam, DMK) és un partit polític tàmil de l'Índia.
Un dels primers líders tamils integrat en el moviment tamil fou C.N. Annadurai, graduat en ciències polítiques. El 1950 fundà el partit Dravidar Munnetra Kazhagam" (DMK) o Dravidian Development Party o Dravidian Progresive Party que pretenia un estat separat tàmil.
Fou el major partit democràtic dràvida i es va allunyar de les posicions radicals. El 1960 va acceptar les imposicions índies i va renunciar a la independència.
C.N. Annadurai va dirigir el partit fins a la seva mort el 1969. Després de la victòria electoral de 1967 fou ministre principal de Tàmil Nadu entre 1967 i 1969. El va succeir al front del partit Muthuvel Karunanidhi que encara n'és el líder. El 1972, però la All India Anna Dravida Munnetra Kazhagam liderada per M.G. Ramachandram es va escindir del DMK, i els dos partits es van convertir en rivals. El 1975 el partit va perdre el poder que no recuperà fins a 1988. Karunanidhi va morir el 7 d'agost de 2018, deixant el partit en mans del seu fill, Muthuvel Karunanidhi Stalin, que havia estat nomenat president en funcions el gener de 2017 quan la salut del seu pare va començar a empitjorar, i ja havia estat nomenat hereu aparent pel seu pare. El partit va obtenir una gran victòria a les eleccions generals índies de 2024, guanyant 22 dels 39 escons a Tàmil Nadu.

## Llista de caps del DMK a Tàmil Nadu
| 'Ministre en cap     | Nomenament             | Cessament            |            |
| -------------------- | ---------------------- | -------------------- | ---------- |
| C. N. Annadurai      | 6 de març de 1967      | 3 de febrer de 1969  | Elecció    |
| V. R. Nedunchezhiyan | 3 de febrer de 1969    | 10 de febrer de 1969 | Interí     |
| Muthuvel Karunanidhi | 10 de febrer de 1969   | 4 de gener 1971      | Nomenament |
| Muthuvel Karunanidhi | 15 de març de 1971     | 31 de gener de 1976  | Elecció    |
| V. R. Nedunchezhiyan | 24 de desembre de 1987 | 7 de gener de 1988   | Interí     |
| Muthuvel Karunanidhi | 27 de gener de 1989    | 30 de gener de 1991  | Elecció    |
| Muthuvel Karunanidhi | 13 de maig de 1996     | 13 de maig de 2001   | Elecció    |
| Muthuvel Karunanidhi | 13 de maig de 2006     | present              | Elecció    |

## Resultats electorals

### Madras
| Any  | Eleccions    | Vots      | Escons |
| ---- | ------------ | --------- | ------ |
| 1962 | 3a Assemblea | 3,435,633 | 500    |
| 1962 | 3r Lok Sabha | 2,315,610 | 7      |
| 1967 | 4a Assemblea | 6,230,552 | 137    |
| 1967 | 4t Lok Sabha | 5,524,514 | 25     |

### Tamil Nadu
| Any  | Eleccions     | Vots       | Escons |
| ---- | ------------- | ---------- | ------ |
| 1971 | 5a Assemblea  | 7,654,935  | 184    |
| 1971 | 5è Lok Sabha  | 5,622,758  | 23     |
| 1977 | 6a Assemblea  | 4,258,771  | 48     |
| 1977 | 6è Lok Sabha  | 3,323,320  | 2      |
| 1980 | 7a Assemblea  | 4,164,389  | 37     |
| 1980 | 7è Lok Sabha  | 4,236,537  | 16     |
| 1984 | 8a Assemblea  | 6,362,770  | 24     |
| 1984 | 8è Lok Sabha  | 5,597,507  | 2      |
| 1989 | 9a Assemblea  | 8,001,222  | 150    |
| 1989 | 9è Lok Sabha  | 7,038,849  | 0      |
| 1991 | 10a Assemblea | 5,535,668  | 2      |
| 1991 | 10è Lok Sabha | 5,601,597  | 0      |
| 1996 | 11a Assemblea | 11,423,380 | 173    |
| 1996 | 11è Lok Sabha | 6,967,679  | 17     |
| 1998 | 12è Lok Sabha | 5,140,266  | 5      |
| 1999 | 13è Lok Sabha | 6,298,832  | 12     |
| 2001 | 12a Assemblea | 8,669,864  | 31     |
| 2004 | 14è Lok Sabha | 7,064,393  | 16     |
| 2006 | 13a Assemblea |            | 96     |

### Pondicherry
| Any  | Eleccions     | Vots    | Escons |
| ---- | ------------- | ------- | ------ |
| 1969 | 2a Assemblea  | 61,717  | 15     |
| 1974 | 3a Assemblea  | 47,823  | 2      |
| 1977 | 4a Assemblea  | 30,441  | 3      |
| 1980 | 5a Assemblea  | 68,030  | 14     |
| 1984 | 8è Lok Sabha  | 97,672  | 0      |
| 1985 | 6a Assemblea  | 87,754  | 5      |
| 1989 | 9è Lok Sabha  | 157,250 | 0      |
| 1990 | 7a Assemblea  | 101,127 | 9      |
| 1991 | 8a Assemblea  | 96,607  | 4      |
| 1991 | 10è Lok Sabha | 140,313 | 0      |
| 1996 | 9a Assemblea  | 105,392 | 7      |
| 1996 | 11è Lok Sabha | 183,702 | 0      |
| 1998 | 12è Lok Sabha | 168,122 | 1      |
| 2001 | 10a Assemblea | 83,679  | 7      |
| 2006 | 11a Assemblea |         | 7      |